# Daniel Benjamin Weyse
Daniel Benjamin Weyse (død 17. juli 1730) var en dansk deputeret, bror til Andreas Weyse.
Han blev 1709 kommitteret i Rentekammeret, 1721 ved Politiet og Kommercien; 1725 udnævntes han til deputeret i Søetatens Generalkommissariat og fik titel af justitsråd, 1729 blev han etatsråd. Han døde allerede 17. juli året efter, i sin kraftigste alder ligesom broderen. Han var gift med Ingeborg Christine Justesen (ca. 1705 - 12. juni 1775). Han er begravet i Sankt Petri Kirke, hvor et af Johannes Wiedewelts smukkeste gravmæler fra 1776 pryder hans og broderens kapel.